# 鍾珹
鍾珹（1423年—？），字德卿，直隸太平府當塗縣人，軍籍，明朝政治人物。進士出身。

## 生平
景泰元年（1450年）庚午科應天府鄉試第一百六十名。景泰五年（1454年）甲戌科會試第三十名，殿試登進士第二甲第一百二十五名。

## 家族
曾祖鍾應庚。祖父鍾鎮。父亲鍾福。母陳氏。慈侍下。兄瑛、璿。娶朱氏。